# Colección de prensa clandestina y de exilio antifranquista
La colección de prensa clandestina del Archivo Histórico de la Ciudad de Barcelona está formada por más de un millar de títulos que se publicaron durante la dictadura franquista y hasta la legalización de los partidos políticos (1939-1977), y también por publicaciones impresas en el exilio por parte de refugiados de guerra y por las diferentes agrupaciones que se reconstituyeron en el exterior. Procede, casi en su totalidad, de donativos de particulares y de los distintos partidos políticos.

## La colección
La colección, que es muy desigual a causa de las dificultades de impresión y distribución, da testimonio de los hechos y contribuye a la investigación histórica de una época con una información totalmente opaca. Las publicaciones clandestinas, editadas en unas condiciones muy adversas, se caracterizan por su fragilidad fruto de una impresión muy primitiva basada en los ciclostiles caseros llamados “vietnamitas”, sobre todo en los primeros años del franquismo.
Es indudable que esta colección es muy poco convencional y buena parte de las publicaciones no tienen pie de imprenta, y si lo tienen, muchas veces es erróneo o falso con el fin de complicar la localización del lugar de la impresión. En muchos casos, la única información de una publicación es el propio documento, y hay que recurrir a su contenido para encontrar datos objectivos y poder vincular un documento a una organización, un momento histórico o un lugar de edición.

## Órganos de Partidos políticos y de organizaciones sindicales
Se conservan ejemplares de los órganos de la mayoría de partidos políticos catalanes que se reorganizaron hacia los años cuarenta, la etapa más dura de la represión, tanto en el interior como en el exilio. El movimiento obrero también está muy bien representado com una mayoría de títulos que pertenecen al sindicato Comisiones Obreras (CC. OO.), uno de los principales movimientos organizados de oposición al régimen franquista.
Una lectura estadística permite valorar la colección desde diferentes puntos de vista. Desde un punto de vista geográfico, un 80 % de la colección está editada en el interior y un 20 % en el exilio. Destacan del exilio dos países, Francia y México, tanto por la cantidad de exiliados que acogían como por el peso específico que tuvieron en la reconstitución de los partidos políticos y en la formación de movimientos de resistencia. Desde un punto de vista cronológico, el grueso de los materiales pertenecen a los años setenta, momento en que, con el régimen franquista en horas bajas, se dio un crecimiento exponencial de la literatura clandestina.

## Tipología de publicaciones
Por lo que se refiere a las entidades editoras, las mejor representadas son los partidos políticos, con un 55 % de publicaciones, y después las organizaciones sindicales con un 20 %. Las publicaciones estudiantiles y las publicaciones de agencias de información, en cambio, son poco significativas en la colección ya que solo representan el 3 %.
La siguiente relación incluye a los partidos políticos con mayor número de títulos conservados en la colección de publicaciones clandestinas:
- Partit Socialista Unificat de Catalunya (38 títulos)
- Liga Comunista Revolucionaria (32 títulos)
- Liga Comunista Revolucionaria – ETA (VI) (23 títulos)
- Liga Comunista (19 títulos)
- Partido Obrero Revolucionario de España (18 títulos)
- IV Internacional (17 títulos)
- Partit Socialista d’Alliberament Nacional dels PPCC-PSAN (12 títulos)
- Moviment Socialista de Catalunya (10 títulos)
- Organización Comunista de España (Bandera Roja) (10 títulos)
- Frente Revolucionario Antifascista y Patriota-FRAP (9 títulos)
- Organización Comunista (Bandera Roja) (9 títulos)
- OTROS (392 títulos)

## Ideologías representadas
Finalmente, desde un punto de vista ideológico está representado un amplio abanico de tendencias políticas: comunistas, socialistas, anarquistas, trotskistas, catalanistas, independentistas, carlistas, falangistas, militares, monárquicos Juanistes, la extrema izquierda y también la extrema derecha.
El Archivo Histórico de la Ciudad de Barcelona publicó el catálogo de su colección de prensa clandestina y del exilio en el año 2000, y también ha colaborado en diferentes proyectos de digitalización que dan accesibilidad hoy, a través de internet, a una parte de los títulos que forman la colección (ver enlaces externos).